# Jobst Nikolaus I. (Hohenzollern)

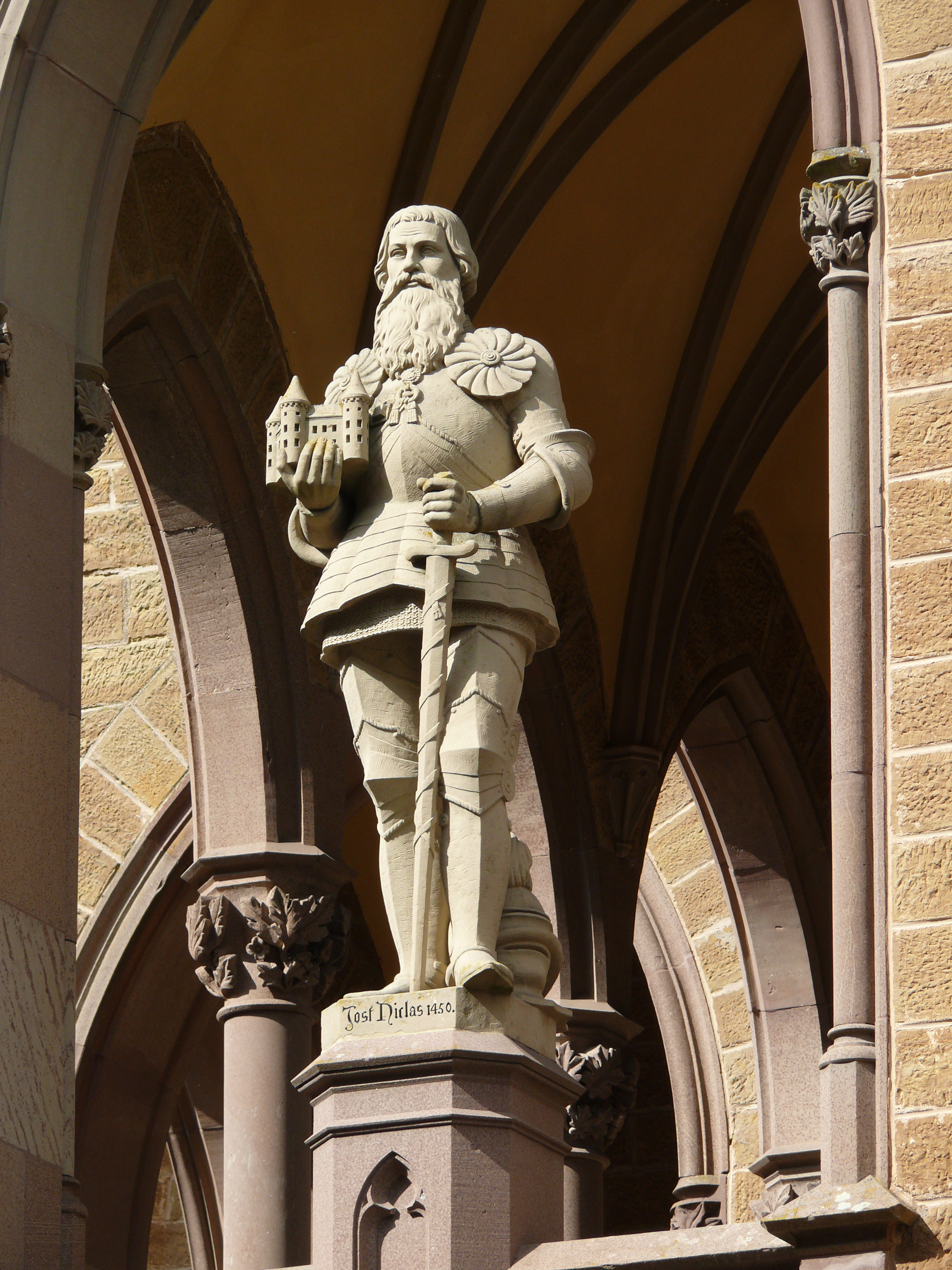
Standbild auf der Burg Hohenzollern (Gustav Willgohs)

Jobst Nikolaus I. von Hohenzollern (auch Jost Nikolaus I. oder Jos Nikolaus I., * 1433; † 9. Februar 1488) war Regent der Grafschaft Hohenzollern. Er gehörte der schwäbischen Linie der Hohenzollern an.

## Leben
Jobst Nikolaus trat bereits in seinem Geburtsjahr 1433 unter Vormundschaft die Nachfolge seines Vaters Eitel Friedrich I. (* um 1384, † 1439) an. Damit war ein aufgrund eines Erbvertrages von 1429 mit dem Haus Württemberg vorhandenes Risiko gebannt, dass die Besitzungen der schwäbischen Hohenzollern im Falle des Aussterbens der Linie an die Grafen von Württemberg übergegangen wären. Kaiser Friedrich III. verlieh 1471 an den Grafen und die Nachgeborenen die Rechte, Bergwerke betreiben zu dürfen und Münzen zu prägen. Der Graf konnte 1488 die Kontrolle über Haigerloch erlangen. Auch baute er die Burg Hohenzollern, den Stammsitz der Hohenzollern, wieder auf. Die Burg diente seitdem den Grafen von Zollern als Residenz.
In der vorherigen Generation war die machtpolitische Lage unter Friedrich XII., genannt der Öttinger, höchst problematisch. Die Familie war in einer nahezu aussichtslosen finanziellen Situation und drohte auszusterben. Eitel Friedrich I., der Vater von Jobst Nikolaus, trug zur Verbesserung der Situation bei. Nunmehr konnten durch Jobst Nikolaus signifikante Gebietsvergrößerungen vorgenommen werden. Die Machtposition der Familie war wiederhergestellt. Auch Eitel Friedrich II., der Sohn Jobst Nikolaus’, konnte die positive Entwicklung fortsetzen.

## Ehe und Nachkommen
Jobst Nikolaus war seit 1448 mit Gräfin Agnes von Werdenberg-Heiligenberg (1434–1467) verheiratet, Tochter des Grafen Johann von Werdenberg († 1465) und dessen Gattin Elisabeth von Württemberg († 1476). Ihr Bruder Johann II. von Werdenberg amtierte als Bischof von Augsburg. Das Paar hatte folgende Kinder:
- Friedrich (* 1451; † 8. März 1505), Bischof von Augsburg
- Eitel Friedrich II. (* 1452; † 1512), regierender Graf von Hohenzollern
- Eitel Friedrich der Jüngere (* 1454; † 27. Juni 1490), holländischer Admiral
- Friedrich Albrecht († 16. Juli 1483), fiel als kaiserlicher Oberst vor Utrecht
- Friedrich Johann († 18. November 1483), fiel als kaiserlicher Oberst in der Schlacht von Dendermonde
- Helena (* 1462; †  11. November 1514) ⚭ Johann II. von Waldburg-Wolfegg († 19. Oktober 1511)